# Diocesi di Nasala
La diocesi di Nasala (in latino: Dioecesis Nasalensis) è una sede soppressa e sede titolare della Chiesa cattolica.

## Storia
Nasala, nell'odierna Turchia, è un'antica sede episcopale della provincia romana della Mesopotamia nella diocesi civile d'Oriente. Faceva parte del patriarcato di Antiochia ed era suffraganea dell'arcidiocesi di Dara.
La sede non è menzionata dal Le Quien nell'opera Oriens Christianus. Tuttavia si trova recensita in una Notitia episcopatuum del VI secolo. Nessun vescovo è stato tramandato dalle fonti.
Dal 1933 Nasala è annoverata tra le sedi vescovili titolari della Chiesa cattolica; la sede finora non è stata assegnata.